# ASV Herzogenaurach

Vereinswappen und Wappen der Fußballabteilung

Der ASV Herzogenaurach ist ein Sportverein aus der mittelfränkischen Stadt Herzogenaurach. Er hat eine Fußball- und eine American-Football-Abteilung.

## Fußballabteilung
Der Verein wurde 1919 als Sportclub Pfeil gegründet. Nach Auflösung während der Zeit des Nationalsozialismus wegen der Zugehörigkeit zum Arbeitersport wurde er nach dem Zweiten Weltkrieg unter seinem heutigen Namen wiedergegründet.
Unterstützt vom örtlichen Sportartikelhersteller Adidas und dessen Besitzer Adolf Dassler spielte der Verein von 1972 bis 1977 in der Bayernliga. In der Saison 1973/74 gewann der ASV den Titel. Wegen der Umstrukturierung des Ligensystems im deutschen Fußball und der Auflösung der Regionalligen zugunsten einer 2. Bundesliga erhielt der Verein jedoch kein Aufstiegsrecht. Nach Abstieg bis in die unterste Spielklasse ab Ende der 1980er Jahre spielt der Verein heute in der A-Klasse.

### Besondere Persönlichkeiten der Fußballabteilung
- Jenő Vincze
- Herbert Ammer[1]
- Dietmar Beiersdorfer
- Winfried Geier
- Erich Geyer
- Günter Güttler
- Paul Hesselbach
- Joachim Jüriens
- Michael Kroninger
- Horst Leupold
- Fritz Popp

## American-Football-Abteilung
Die Herzo Rhinos wurden 2016 von ein paar Footballbegeisterten als Herzo Jets in Herzogenaurach gegründet. Im April 2018 schloss sich das Team als eigenständige Abteilung mit 21 Gründungsmitgliedern, unter dem neuen Namen Herzo Rhinos, dem ASV Herzogenaurach e. V. an. In der Saison 2018 nahmen die Herzo Rhinos erstmals am Ligabetrieb der Deutschen Flag Football Liga (DFFL) teil und krönten ihre Teilnahme am 7. Juli 2018 mit dem „Herzo Bowl“, ihrem ersten Heimspieltag, auf dem Rhinos Field.
Die Herzo Rhinos sind offiziell gemeldet als Herzogenaurach Rhinos. Sie spielen in der Aufbauliga Bayern Nord. Die Herzo Rhinos tragen ihre Heimspiele am sogenannten Rhinos Field in Herzogenaurach aus. Das Rhinos Field fasst ca. 2.500 Zuschauer.

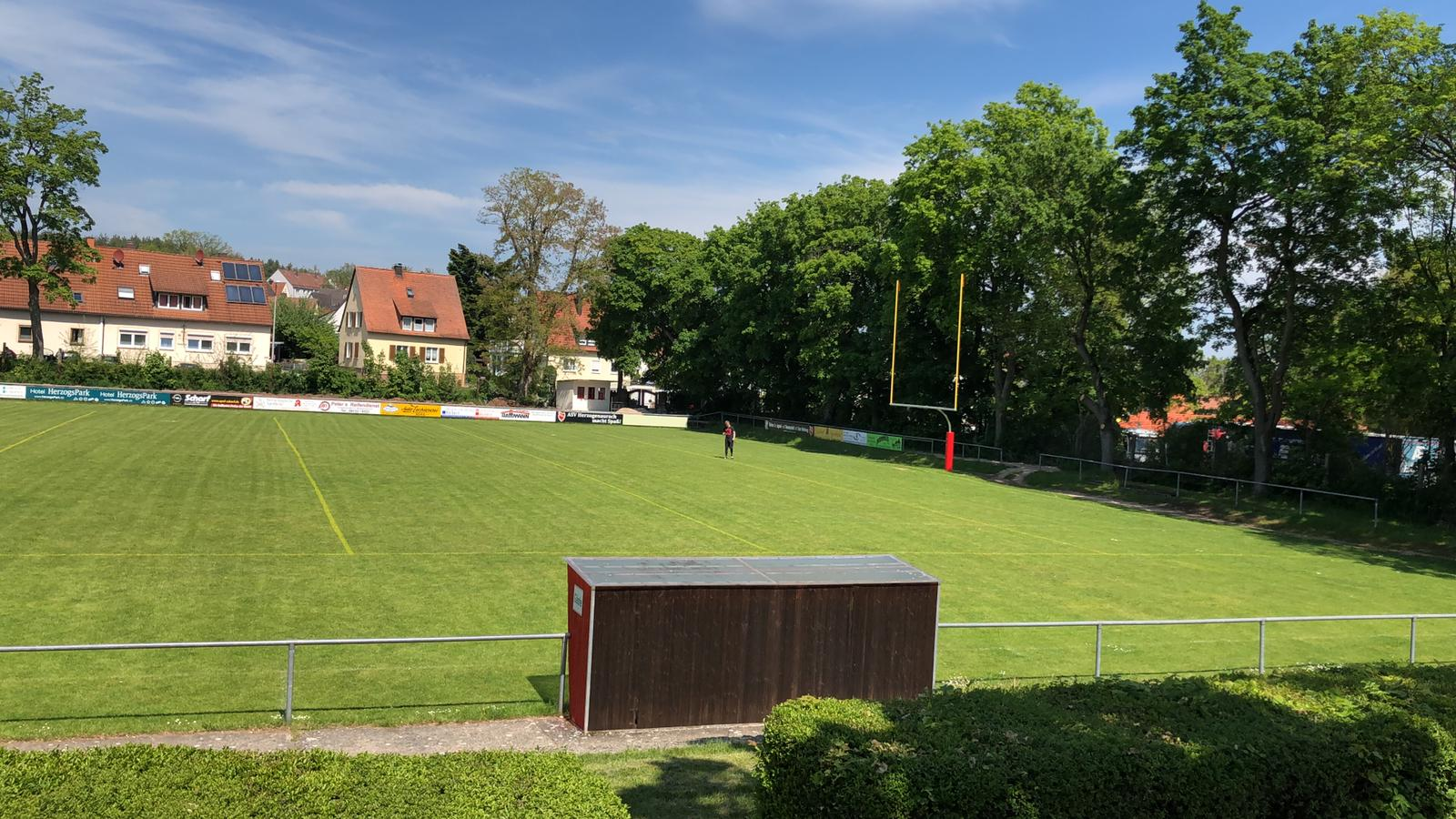
Rhinos Field
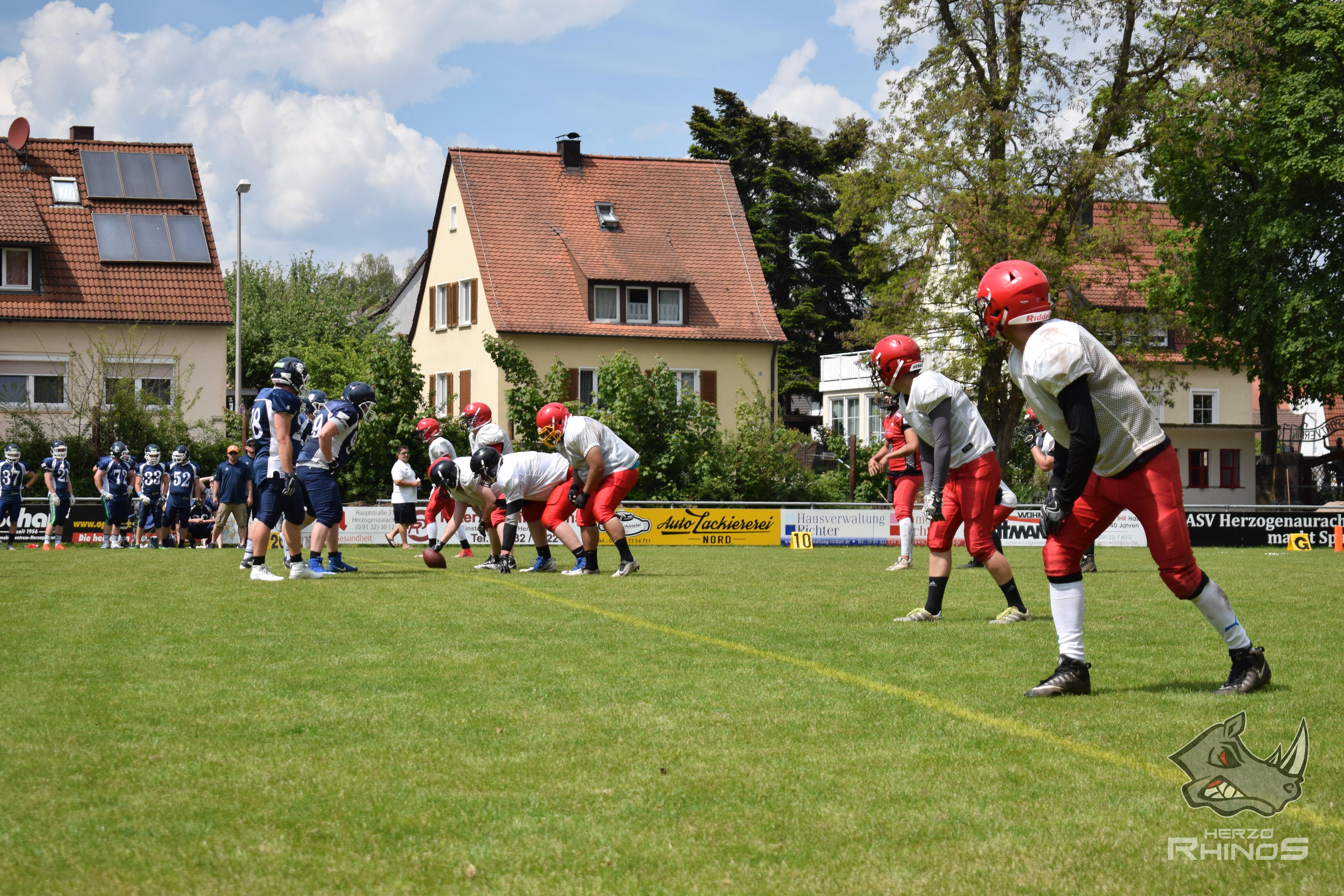
Joint Practic mit den Straubing Spiders II

### Trikots
Die Vereinsfarben sind Rot und Weiß. Gespielt wird häufig in Rot, Weiß und Schwarz. In Anlehnung an das Wappentier, das Nashorn, wurden die Farben für die American-Football-Mannschaft um Grau erweitert. Dies wurde auch in den Trikots (Jerseys) so umgesetzt.

### Erfolge der American-Football-Abteilung
Die 1. Mannschaft der Herzo Rhinos konnte bislang folgende Erfolge erreichen:
- 2018: Teilnahme in der Deutschen Flag Football Liga (DFFL)
- 2019: Erstmaliger Start im Tackle Football Ligabetrieb

### Teams der American-Football-Abteilung
- Herren-Tackle-Football-Mannschaft
- 5er-Flag-Football-Mannschaft
- Cheerleading Team (Herzo Rhinettes)